# デイビッド・ハウエルズ
デイビッド・ハウウェルズ（David Howells, 1967年12月15日 - ）は、イングランド・ギルフォード出身の元サッカー選手。ポジションはミッドフィールダー。

## 経歴
トッテナム・ホットスパーFCのユース出身。1986年の2-1で勝利したシェフィールド・ウェンズデイFC戦でトップチームデビューを果たした。以降1998年までトッテナムでプレーし、公式戦335試合に出場。1991年のFAカップ制覇にも貢献した。

## その他
- 引退後は故郷であるギルフォードの中学校で体育教師をしている。

- 弟のガレス・ハウウェルズもトッテナム・ホットスパーFCのユース出身。しかしデイビッドのようにトップチームでプレーすることはなく、主に下部のリーグでプレーした。

- 2019年3月、トッテナムの新スタジアムで行われるOBたちによるレジェンド・マッチのメンバーに選ばれた[1]。

## 獲得タイトル
トッテナム
- FAカップ:1990-91
- チャリティ・シールド:1991